# Никарагванска кордоба
Никарагванска кордоба (шп. córdoba nicaragüens или córdoba de oro) је национална валута Никарагве. ISO 4217 код валуте је NIO. Дијели се на 100 центава, а добила је име по утемељитељу Никарагве Франциску Хернандезу де Кордоби. Кованице и новчанице издаје Централна банка Никарагве, и то: кованице у апоенима од 5, 10, 25, 50 центава и 1 и 5 кордобе, те новчанице од 10, 20, 50, 100 и 500 кордоба. Валута се означава симболом C$.
До сада су тискана три издања кордобе. Прво издање представљено је 20. марта 1912. године. Тада је кордоба замијенила дотадашњи песо у омјеру 12,5 песоса за 1 кордобу. 15. фебруара 1988. представљена је друга кордоба, а 30. априла 1991. и трећа, названа и златна кордоба, која је у јулу 2008. вриједила приближно 5 америчких центи. 